# Tatra T3R.SLF
Tatra T3R.SLF – typ czeskiego, częściowo niskopodłogowego tramwaju, produkowanego przez Aliancí TW Team (Pragoimex, Krnovské opravny a strojírny i VKV Praha). Wywodzi się z typu Tatra T3 i jest wariantem modelu T3R.PLF.

## Historia

### Prototyp
Prototyp tramwaju T3R.SLF (S: wyposażenie elektryczne Škoda, LF: low floor, pol. „niska podłoga”) powstał w roku 2008. Do nowego pudła tramwaju T3R.PLF zamontowano wyposażenie elektryczne Škoda, pochodzące od węgierskiego producenta Ganz, który stał się w międzyczasie częścią przedsiębiorstwa Škoda Transportation. Prototyp dostarczono do Pilzna 29 sierpnia 2008 r., otrzymał on numer taborowy 114, który należy do serii numerów nadawanych testowanym tramwajom, niebędącym własnością firmy Plzeňské městské dopravní podniky. Wkrótce jednak zmieniono mu numer na 202. 21 października 2008 r. rozpoczęto jazdy testowe jako wagon pojedynczy lub w składzie z tramwajem Škoda 01T. 5 stycznia 2009 r. wagon wszedł do eksploatacji liniowej, jednak wkrótce został odstawiony. Po kilku miesiącach przeprowadzono jazdę próbną bez pasażerów, jednak w połowie czerwca 2009 r. na jaw wyszły wady konstrukcyjne i tramwaj po miesiącu został odebrany przez producenta z Pilzna. Wyposażenie elektryczne Škoda zastąpiono standardowym wyposażeniem Progress firmy Cegelec, a następnie jako typ T3R.PLF wszedł w połowie sierpnia 2009 r. do eksploatacji w Pilźnie, gdzie oznaczono go numerem 328.

### Produkcja seryjna
W 2011 r. przedsiębiorstwo Dopravní podnik měst Liberce a Jablonce nad Nisou wyraziło chęć zakupu tego typu tramwaju, między innymi dlatego, że nowe wagony mogłyby być łączone w składy ze starszymi tramwajami typu T3M.04 z wyposażeniem Škoda (typ Škoda 02T). Tramwaje na licencji składane są w miejscowych warsztatach. Pierwszy wóz (nr 66) został zbudowany we wrześniu 2012 r. i od tego czasu liczba tramwajów T3R.SLF stale rośnie. W kwietniu 2016 r. po mieście kursowało 5 sztuk tego tramwaju, a 2 kolejne były w trakcie montażu. Wagony pochodzące z produkcji seryjnej nie doznały jak dotąd żadnej awarii.

## Konstrukcja
Podobnie, jak w przypadku tramwaju T3R.PLF, do skonstruowania wozu T3R.SLF wykorzystano częściowo niskopodłogowe (33%) pudło typu VarCB3LF, wytworzone przez Aliancí TW Team. Wszystkie egzemplarze otrzymały czoła projektu Františka Kardause (klasyczne T3), wyposażenie elektryczne Škoda i pantograf połówkowy.
Wszystkie wyprodukowane wagony typu T3R.SLF są oficjalnie uznane za modernizacje starszych tramwajów T3. W rzeczywistości ze starszych wagonów T3 wykorzystano jedynie niektóre części.
Od tramwajów T3R.PLF typ ten odróżnia się jedynie rodzajem zamontowanego wyposażenia elektrycznego.

## Dostawy
| Państwo        | Miasto         | Typ            | Lata dostaw    | Liczba | Numery taborowe            | Uwagi    |       |
| -------------- | -------------- | -------------- | -------------- | ------ | -------------------------- | -------- | ----- |
| Czechy         | Liberec        | T3R.SLF        | 2012–2015      | 7      | 38, 43, 44, 65, 66, 69, 82 |          | [ 2 ] |
| Czechy         | Pilzno         | T3R.SLF        | 2008           | 1      | 114                        | prototyp | [ 3 ] |
| Łączna liczba: | Łączna liczba: | Łączna liczba: | Łączna liczba: | 8      |                            |          |       |